# Coryphasia melloleitaoi
Coryphasia melloleitaoi là một loài nhện trong họ Salticidae.
Loài này thuộc chi Coryphasia. Coryphasia melloleitaoi được Ilka Maria Fernandes Soares & Hélio Ferraz de Almeida Camargo miêu tả năm 1948.